# TV2 Csoport
A TV2 Csoport Magyarország egyik legnagyobb médiacége, legfőbb versenytársa az RTL Magyarország.

## Története

### Előzmények
1996 áprilisában a magyar MTM és a skandináv SBS bejelentette, hogy közös konzorciumként jelentkezni fognak a majd kiirásra kerülő országos frekvenciapályázatra.
A botrányokkal kísért folyamat végén az MTM–SBS Televízió Rt.a Magyar Televízió 2-es frekvenciáját 9 milliárd Ft-ért nyerte el.

### 1997–2007: SBS Broadcasting Group
A TV2 1997. október 4-én kezdte meg adását, három nappal a konkurens RTL indulása előtt, így ez a csatorna volt Magyarország első országos kereskedelmi csatornája, melynek előkészítési fázisa jóval a frekvencia pályázat kiírása előtt megtörtént. A csatorna többségi tulajdonosa az SBS Broadcasting Group volt (az MTM-SBS Televízió Zrt. cégen keresztül).
2000-ben az MTM-et vezető Tolvaly Ferenc, Sváby András és Kereszty Gábor létrehozta az Interaktív nevű gyártócéget, amely a TV2 csatorna elsődleges beszállítópartnere lett.

### 2007–2013: ProSiebenSat.1 Media
Az SBS-t 2007 júniusában vette meg a ProSiebenSat.1 Media AG.

### 2013–2015: A TV2 Csoport megalakulása
2013 végén a német médiacég eladta a magyar és a román médiaérdekeltségét. A magyar érdekeltséget Simon Zsolt (a TV2 vezérigazgatója) és Yvonne Dederick (a TV2 gazdasági igazgatója) vásárolta meg. Ekkor az MTM-SBS Televízió Zrt. neve TV2 Média Csoport Kft.-re módosult.

### 2015–2019: Andy Vajna
2015. októberében a TV2 Média Csoport Kft.-t és a CEE Broadcasting Ltd.-et megvásárolta Vajna András György, továbbá átvállalta a csatornának biztosított hiteleket is.
Pár nappal később botrány tört ki arról, hogy kié a TV2 Csoport: 13-án bejelentették, hogy Andy Vajna filmproducer és filmügyi kormánybiztos megvásárolja a cégcsoportot a Magyar Broadcasting Co. Kft. cégén keresztül, 15-én azt állította a Simicska Lajoshoz köthető Megapolis Média Zrt., hogy ő vette meg a csatornát üzemeltető céget. Ennek az ügynek az lett a vége, hogy a tulajdonos végül Vajna lett, mely 2016. január 3-án véglegesült. Vezérigazgatónak az RTL Klub korábbi vezérét, Dirk Gerkenst nevezte ki.
A tulajdonosváltás több személyi változással is járt: január 11-én kirúgták Shadia Nugud programigazgatót, 28-án Halkó Gabriella lett a cég gazdasági és stratégiai igazgatója, 29-én elküldtek a cégtől öt további vezetőt, február 2-án az új programigazgató Ökrös Gergely lett, 26-án távozott a TV2-től Vujity Tvrtko, a csatorna első szerződtetett riportere, valamint dr. Péntek Zoltán, a csatorna vezető jogásza, márciustól Szalai Vivien lett a hírigazgató, aki eddig a Story magazinnál volt főszerkesztő, április 1-én távozott Kárász Róbert, Dudás Ádám, valamint a Tények című hírműsor két szerkesztője.
2016. május 10-én a cég bejelentette az új csatornák elindítását: elsőként 2016. július 11-én a PRO4-et átnevezve és újrapozicionálva elindult a Mozi+. Augusztus 13-án indult a Spíler TV nevű sportcsatorna, 14-én indult el a telenovellákat sugárzó Izaura TV, 15-én indult el a mára már főként mulatós zenéket sugárzó Zenebutik. Szeptember 5-én a régi FEM3 csatornahelyén elindult a Prime, amely műsorkínálatával a Cool riválisának tekinthető. Ugyanezen a napon a FEM3 új csatornahelyre költözött. Szeptember 26-án elindult a gyerekeket megszólító Kiwi TV és a főként gasztrocsatornaként funkcionáló Chili TV. Utolsóként, október 30-án indult el a Humor+ nevű szórakoztató csatorna. Az új csatornák indulásának előzményeként, 2016. július 5-én a román CNA megadta a TV2 társcsatornáinak a sugárzási engedélyt.
2017-ben a TV2 Média Csoport Kft. és a cég 100%-os tulajdonában álló Interaktív Kft. összeolvadásával, a két vállalat jogutódjaként jött létre a TV2 Média Csoport Zrt.
2018. január 1-én a Chili TV védjegybitorlás miatt nevet váltott LiChi TV-re. Március 1-én a Spíler TV nevet cserélt Spíler1 TV-re, és ehhez a névváltáshoz az is kötődik, hogy augusztus 11-én indult el a Spíler2 TV.

### 2019–: Vida József
2019. január 20-án elhunyt a TV2 Csoport tulajdonosa, Andy Vajna. 2019. január 24-től a TV2 Média Csoport Zrt. elnöke egy Mészáros Lőrinchez köthető üzletember, Vaszily Miklós lett.
2019. február 17-től újabb két csatornával bővült a portfólió. Ekkor indult el a főként klasszikus sorozatokat sugárzó Jocky TV és a prémium filmcsatornaként működő Moziverzum.
2019 áprilisától a vezérigazgató Pavel Stanchev lett. 2019 májusától a TV2 Csoport tulajdonosa a Mészáros Lőrinccel jó kapcsolatot ápoló Vida József üzletember lett.
2020. május 18-án kezdődött meg a csatornaportfólió átszervezése, amelynek része a csatornák átnevezése is - úgy, hogy szinte mindegyik csatorna nevében szerepeljen a TV2 elnevezés. Elsőként aznap 4:45-kor a Humor+-t átnevezték TV2 Comedy-re, augusztus 17-én a Kiwi TV-t átnevezték TV2 Kids-re, október 15-én a LiChi TV-t átnevezték TV2 Séfre, 2024. március 8-án a FEM3-at átnevezték TV2 Klub-ra.
2020. október 1-jén a vállalat megvásárolta a szlovén Planet TV-t és két testvéradóját, amellyel megindult a regionális terjeszkedés.
2021. február 14-én elindult a TV2 Play streaming szolgáltatás, ahol a TV2 Csoport csatornáinak korábbi műsorait és sorozatait lehet visszanézni, regisztrációval vagy anélkül.
2024 augusztusában bejelentették, hogy a produkciós és a kreatív posztjáról távozik Ökrös Gergely, és a jövőben a családi vállalkozására, de különböző projekteken külsős tanácsadóként fókuszál. Nemsokkal később előléptetés is történt, onnantól Katona Andor kiemelt kreatív producer vette át a helyét.

## Tulajdonosok
| Időszak                 | Tulajdonos                     |
| MTM–SBS Televízió néven | MTM–SBS Televízió néven        |
| ----------------------- | ------------------------------ |
| 1997–2007               | SBS Broadcasting Group         |
| 2007–2013               | ProSiebenSat.1 Media           |
| TV2 Média Csoport néven |                                |
| 2014–2015               | Simon Zsolt és Yvonne Dederick |
| 2015–2019               | Vajna András                   |
| 2019–                   | Vida József                    |

Az MTM–SBS Televízió Rt. tulajdoni helyzete 1997-ben, a magyarországi indulása idején:
|                                           |                                           |                                           |                                           |                                           |                                           |  |  | MTM–SBS Televízió Rt.      |                            |                            |                            |                            |                            |  |  |                                                              |                                                              |                                                              |                                                              |                                                              |                                                              |
|                                           |                                           |                                           |                                           |                                           |                                           |  |  |                            |                            |                            |                            |                            |                            |  |  |                                                              |                                                              |                                                              |                                                              |                                                              |                                                              |
|                                           |                                           |                                           |                                           |                                           |                                           |  |  |                            |                            |                            |                            |                            |                            |  |  |                                                              |                                                              |                                                              |                                                              |                                                              |                                                              |
| Scandinavian Broadcasting System S.A. 49% | Scandinavian Broadcasting System S.A. 49% | Scandinavian Broadcasting System S.A. 49% | Scandinavian Broadcasting System S.A. 49% | Scandinavian Broadcasting System S.A. 49% | Scandinavian Broadcasting System S.A. 49% |  |  | MTM Kommunikáció Rt. 38,5% | MTM Kommunikáció Rt. 38,5% | MTM Kommunikáció Rt. 38,5% | MTM Kommunikáció Rt. 38,5% | MTM Kommunikáció Rt. 38,5% | MTM Kommunikáció Rt. 38,5% |  |  | Tele-München Fernseh GmbH & Co. Produktiongesellschaft 12,5% | Tele-München Fernseh GmbH & Co. Produktiongesellschaft 12,5% | Tele-München Fernseh GmbH & Co. Produktiongesellschaft 12,5% | Tele-München Fernseh GmbH & Co. Produktiongesellschaft 12,5% | Tele-München Fernseh GmbH & Co. Produktiongesellschaft 12,5% | Tele-München Fernseh GmbH & Co. Produktiongesellschaft 12,5% |

2002 közepére az SBS felvásárolta a másik két tulajdonos jelentősebb tulajdonrészét. Az MTM kivásárlásakor az SBS 81,5%-os, az MTM 16%-os, a Tele-München pedig majd 2,5%-os tulajdonrésszel rendelkezett.

## Vezetőség

### Jelenlegi vezetőség
- Elnök-vezérigazgató: Vaszily Miklós
- Gazdasági és operatív igazgató: Tóth Bence
- Programstratégiai és tartalomgyártási igazgató: Fischer Gábor
- Kreatív vezető: Katona Andor
- Produkciós vezető: Iványi László
- Hírigazgató: Szalai Vivien
- Értékesítési és digitális igazgató:
- HR és operatív igazgató:
- Kommunikációs igazgató: Dobsi Adrienn

### Korábbi vezetőség

#### Elnök
- Pintér Dezső (1997–2004)
- Markus Tellenbach(wd) (2004–2007)

#### Vezérigazgató
- Tolvaly Ferenc (1997–2002)
- Kereszty Gábor (2002–2007)
- Várdy Zoltán (2007–2010)
- Simon Zsolt (2010–2015)
- Dirk Gerkens (2016–2019)
- Pavel Stanchev (2019–2025)

## Székhelye
A cég székhelye a TV2 csatorna megalakulásától kezdve a Róna utcai egykori MAFILM stúdió helyén üzemelő irodakomplexum volt, amelyet közösen birtokolt a MAFILM-mel, majd 2019-től a Nemzeti Filmintézettel.
A TV2 Csoport 2023-ban 4,5 milliárd Ft-ért eladta az ingatlan hozzá tartozó épületeit a Magyar Nemzeti Vagyonkezelő Zrt.-nek. Az MNV az állam részére vásárolta meg, majd az ingatlant a Nemzeti Filmintézet Közhasznú Nonprofit Zrt.-be apportálta. A TV2 Csoport azóta bérli a hajdani filmgyári telep általa használt részét.

## Szolgáltatások

### Televízió

#### Magyarországi csatornák
| Logó | Név        | Tematika                                        | Indulás                                                                                        | HD |
| ---- | ---------- | ----------------------------------------------- | ---------------------------------------------------------------------------------------------- | -- |
|      | TV2        | főcsatorna, általános kereskedelmi csatorna     | 1997. október 4.                                                                               | ☑️ |
|      | Super TV2  | általános szórakoztató csatorna                 | 2012. november 2.                                                                              | ☑️ |
|      | TV2 Klub   | életmódcsatorna, nőknek szóló műsorokat sugároz | 2010. január 1. (FEM3) 2016. szeptember 5. (újraindulás FEM3-ként) 2024. március 8. (TV2 Klub) | ☑️ |
|      | TV2 Comedy | humorcsatorna                                   | 2016. október 30. (Humor+) 2020. május 18. (TV2 Comedy)                                        | ❎ |
|      | TV2 Séf    | gasztronómiai csatorna                          | 2016. szeptember 26. (Chili TV) 2018. január 1. (LiChi TV) 2020. október 15. (TV2 Séf)         | ❎ |
|      | TV2 Kids   | gyerekcsatorna                                  | 2016. szeptember 26. (Kiwi TV) 2020. augusztus 17. (TV2 Kids)                                  | ❎ |
|      | Mozi+      | filmcsatorna                                    | 2016. július 11.                                                                               | ☑️ |
|      | Moziverzum | filmcsatorna                                    | 2019. február 17.                                                                              | ☑️ |
|      | Spíler1 TV | sportcsatorna                                   | 2016. augusztus 13. (Spíler TV) 2018. március 1. (Spíler1 TV)                                  | ☑️ |
|      | Spíler2 TV | sportcsatorna                                   | 2018. augusztus 11. (Spíler2 TV)                                                               | ☑️ |
|      | PRIME      | általános szórakoztató csatorna                 | 2016. szeptember 5.                                                                            | ☑️ |
|      | Izaura TV  | teleregényeket sugárzó csatorna                 | 2016. augusztus 14.                                                                            | ☑️ |
|      | Zenebutik  | zenecsatorna                                    | 2016. augusztus 15.                                                                            | ❎ |
|      | Jocky TV   | klasszikus sorozatokat sugárzó csatorna         | 2019. február 17.                                                                              | ❎ |

#### Külföldi csatornák
| Logó | Név        | Tematika                        | Indulás                                                             | Ország    |
| ---- | ---------- | ------------------------------- | ------------------------------------------------------------------- | --------- |
|      | Planet TV  | általános kereskedelmi csatorna | 2012. szeptember 18. (kísérleti adás) 2012. november 5. (hivatalos) | Szlovénia |
|      | Planet 2   | általános szórakoztató csatorna | 2017.                                                               | Szlovénia |
|      | Planet Eva | nőknek szóló műsorokat sugároz  | 2017. (Planet PLUS) 2021. augusztus 23. (Planet Eva)                | Szlovénia |

### Online
A TV2 Play, a TV2 streaming szolgáltatása, amely 2021-ben indult el. Az oldalon számos saját gyártású produkció, magyar és külföldi film, valamint az aktuális tévéképernyőn futó műsorokhoz tartozó kiegészítő tartalom elérhető el.

### TV2 Akadémia
A TV2 televíziós szerkesztő és riporteri képzést folytat 2009 óta. 2020 ősze óta akkreditált felnőttképzési intézményként végzi a tevékenységet.

## Stúdiói

### NFI-s műtermek
| Műterem       | Cím                           | Méret    | Forgatott műsorok      |
| ------------- | ----------------------------- | -------- | ---------------------- |
| Fábri műterem | 1145 Budapest, Róna utca 174. | 829,4 m2 | Dancing with the Stars |
| H műterem     | 1145 Budapest, Róna utca 174. | 385 m2   | Séfek Séfe             |

A Mokka reggeli tévéműsor külső stúdióval is rendelkezik, amely a Róna utcai épületegyüttes belső udvarában található.

### Stúdiói
| Név       | Cím                           | Méret  | Forgatott műsorok                                     |
| --------- | ----------------------------- | ------ | ----------------------------------------------------- |
| L2 Stúdió | 1145 Budapest, Róna utca 174. | 600 m2 | A Nagy Duett, Megasztár, ÖsszeEsküvők, Sztárban sztár |